# Taça Brasília de Tênis 2012
Il Taça Brasília de Tênis 2012 è stato un torneo di tennis facente parte della categoria ITF Women's Circuit nell'ambito dell'ITF Women's Circuit 2012. Il torneo si è giocato a Brasilia in Brasile dal 22 al 28 ottobre 2012 su campi in terra rossa e aveva un montepremi di $25,000.

## Vincitori

### Singolare
Timea Bacsinszky ha battuto in finale  Ioana Raluca Olaru con il punteggio di 7–5, 6–2

### Doppio
Elena Bogdan /  Ioana Raluca Olaru hanno battuto in finale  Timea Bacsinszky /  Julia Cohen con il punteggio di 6–3, 3–6, [10–8]